# 谢列布里亚内耶普鲁德
谢列布里亚内耶普鲁德（羅馬化：Serebryanyye Prudy）是俄罗斯莫斯科州的市级镇、州辖市级镇谢列布里亚内耶普鲁德镇（城市区）的行政中心，地处莫斯科州东南部奥谢特尔河畔，位于州府莫斯科东南方，距莫斯科州与梁赞州州界约4公里、该州与图拉州州界约16公里，附近有R22公路（里海公路）经过。镇南部设有同名铁路车站。
该地2021年人口有8,636人；2010年人口9,705；2002年人口8,969；1989年人口8,977。